# Kraljeva škotska akademija
Kraljeva škotska akademija (RSA) je državna nacionalna akademija umetnosti. Promovira sodobno škotsko umetnost.
Akademijo je leta 1826 ustanovilo enajst umetnikov, ki so se srečali v Edinburgu. Prvotno imenovana Škotska akademija, je postala Kraljeva škotska akademija, ko je leta 1838 prejela kraljevo listino.
RSA ohranja edinstven položaj v državi kot neodvisno financirana ustanova, ki jo vodijo eminentni umetniki in arhitekti za promocijo in podporo ustvarjanja, razumevanja in uživanja v vizualni umetnosti prek razstav in povezanih izobraževalnih dogodkov.

## Zgodovina
Kraljeva ustanova za spodbujanje likovnih umetnosti na Škotskem (RI) je bila ustanovljena leta 1819 z namenom prirejanja razstav in spodbujanja umetniškega spoštovanja na Škotskem. RI je pridobil umetniška dela sodobnih škotskih umetnikov in številnih starih mojstrov. V Edinburgu na stičišču ulic The Mound in Princes Street so postavili novo stavbo za razstave, Royal Institution, ki jo je zasnoval znani škotski arhitekt William Henry Playfair. RI si je delil prostore z drugimi kulturnimi organizacijami, Kraljevo družbo iz Edinburga in muzejem Društva starodobnikov Škotske.
V umetniški skupnosti so rasla nesoglasja in mnogi so menili, da je RI preveč elitističen. Leta 1826 se je skupina umetnikov odcepila od Kraljeve ustanove in prevzela ime Škotska akademija za slikarstvo, kiparstvo in arhitekturo. Ustanovno srečanje je potekalo 27. maja 1826 v Stewartovih sobah na mostu Waterloo v Edinburgu, udeležilo pa se ga je 13 ustanovnih akademikov – 11 slikarjev, en arhitekt in en kipar. Prvi predsednik je bil George Watson, ki je služil do leta 1837. Njegovi cilji so bili organizirati letno razstavo, odprto za vse zaslužne umetnike; omogočiti brezplačno izobraževanje umetnikov z ustanovitvijo akademije likovnih umetnosti; zgraditi zbirko umetniških del in likovno knjižnico; in zagotoviti finančno podporo manj srečnim umetnikom. Prva letna razstava RSA je potekala v najetih prostorih na naslovu Waterloo Place 24. Od leta 1835 je skupina najemala galerijski prostor v stavbi Royal Institution za prirejanje razstav svoje rastoče umetniške zbirke, leta 1838 pa je skupina prejela kraljevo listino in postala Kraljeva škotska akademija (RSA).
Eden od ključnih ciljev RSA je bila ustanovitev nacionalne umetniške galerije za Škotsko, kar je bilo uresničeno leta 1859, ko je Playfair, Narodna galerija Škotske, zgradil novo galerijsko stavbo, ki meji na stavbo RI. V stavbi je bila zbirka slik starih mojstrov RI skupaj z zbirko RSA. RSA si je še naprej delila prostor v stavbi Narodne galerije do leta 1911.
Na prelomu iz 19. v 20. stoletje so se umetniške organizacije selile; Društvo starodobnikov je svoj muzej preselilo v nove prostore na Queen Street (stavba, v kateri je danes Škotska nacionalna galerija portretov), medtem ko se je Kraljeva družba preselila na George Street 22-24, leta 1907 pa se je Kraljeva ustanova preselila v novi Edinburgh College of Art. Leta 1911 je RSA dobila v trajni najem staro stavbo RI in pravico do letne razstave v njej. Stavba je postala znana kot Kraljeva škotska akademija, to ime je obdržala do danes.

## Dejavnosti
Poleg stalnega programa razstav RSA upravlja tudi s štipendijami, nagradami in rezidencami za umetnike, ki živijo in delajo na Škotskem. Zgodovinska zbirka pomembnih umetniških del RSA in obsežen arhiv sorodnega gradiva, ki opisuje umetnost in arhitekturo na Škotskem v zadnjih 180 letih, sta shranjena v Zbirnem centru narodnih muzejev v Grantonu in sta na voljo raziskovalcem po dogovoru. Prikazi zgodovinskih zbirk so nameščeni, kadar koli je to mogoče.
Najbolj znana nagrada, ki jo podeljuje Kraljeva škotska akademija, je nagrada Guthrie, ki jo od leta 1920 vsako leto prejmejo umetniki s sedežem na Škotskem, obstaja pa še veliko drugih, kot so nagrada Keith, nagrada Latimer in nagrade za arhitekturo, pa tudi zunanje nagrade.

## Stavba
Dom RSA je od leta 1911 stavba Kraljeve škotske akademije na stičišču ulice The Mound in Princes Street v Edinburghu, poleg stavbe Škotske narodne galerije. Stavbo RSA upravlja Škotska narodna galerija, vendar ukaz iz leta 1910 RSA v stavbi podeljuje stalne upravne pisarne. Razstavni prostor si skozi vse leto deli s Škotsko narodno galerijo in drugimi organizacijami (Exhibiting Societies of Scottish Artists). Stavba, ki jo je prvotno zasnoval William Henry Playfair, je bila nedavno prenovljena v okviru projekta Playfair in je zdaj del kompleksa Škotske nacionalne galerije.

## Akademiki
RSA vodi skupina uglednih članov umetnikov in arhitektov, ki zajemajo širok prerez sodobne škotske umetnosti. Člani so znani kot akademiki in imajo pravico uporabljati poimenovane črke RSA. Predsednik uporablja postnominalne črke PRSA, medtem ko je na položaju, in PPRSA (prejšnji predsednik RSA) po tem.
Akademike v Akademijo izvolijo njihovi kolegi. Obstajajo tudi častni akademiki (HRSA). Po spremembi Dopolnilne listine leta 2005 so sodelavci (ARSA), ko oddajo diplomsko delo v Stalno zbirko RSA, upravičeni do rednega članstva v Akademiji. Članstvo vključuje 30 častnih akademikov in 104 akademike. Od leta 2010 do 2012 je bil predsednik RSA profesor Bill Scott, tajnik Arthur Watson in blagajnik profesor Ian Howard. Leta 2018 je bila Joyce W. Cairns izvoljena kot prva predsednica v zgodovini Akademije. Sedanjemu predsedniku RSA Garethu Fisherju se pridružita sekretar Edward Summerton RSA in blagajničarka Jo Ganter RSA.